# Тычкин, Александр Петрович

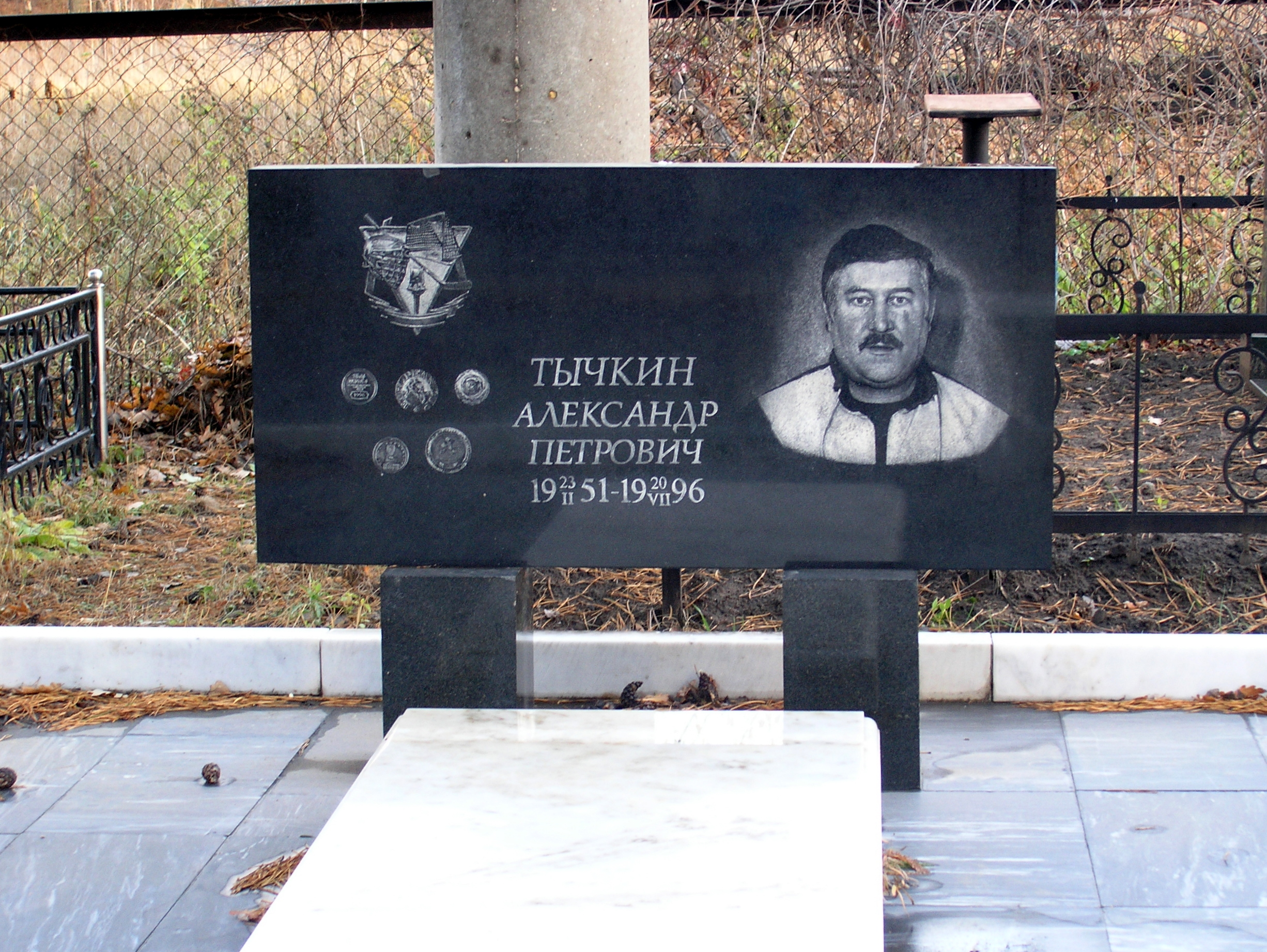
Могила Александра Тычкина

Александр Петрович Тычкин (23 февраля 1951, Омск — 20 июля 1996, Тольятти, Самарская область) — советский хоккеист, защитник. Мастер спорта СССР. Советский и российский тренер.

## Биография
Воспитанник омского хоккея. играл за местную команду «Аэрофлот» / «Каучук» в юношеском (1966/67), молодёжном (1967/68) чемпионатах СССР. В сезоне 1966/67 играл за «Аэрофлот» в Кубке СССР. С сезона 1969/79 — в команде первой лиги «Торпедо» Усть-Каменогорск. Два сезона (1974/75 — 1975/76) отыграл в саратовском «Кристалле» в высшей и первой лигах. Вернулся в «Торпедо», с которым вылетел во вторую лигу. С сезона 1978/79 — в омском «Шиннике». В сезоне 1980/81 — играющий тренер команды, вылетевшей в предыдущем сезоне во вторую лигу.
Трижды становился лучшим снайпером «Шинника» среди защитников (1978/79 — 19 шайб, 1979/80 — 17 шайб, 1980/81 — 10 шайб). Техничный, жесткий, физически крепкий, был силён как разрушитель, обладал хорошим броском с дальней дистанции, забросив за карьеру 128 шайб. Часто подключался к атаке, из-за чего нередко проваливался.
Окончил Усть-каменогорский педагогический институт (1977), Высшую школу тренеров (1983).
В сезонах 1983/84 — 1986/87 — старший тренер «Авангарда» во второй лиге. В первом сезоне под руководством Тычкина команда заняла второе место в центральной зоне и пятое место из шести — в переходном турнире за выход в первую лигу. В следующем сезона «Авангард» долго шёл третьим, но, одержав в последних домашних матчах только одну победу, занял 4 место. Перед сезоном 1985/86 перед командой была поставлена задача попасть в тройку призеров. Но в первых шести выездных матчах было набрано только два очка, а в следующих шести играх дома — четыре. После первой половины сезона клуб занимал предпоследнее место, набрав 17 очков из 66 возможных. 1 декабря «Авангард» в домашнем матче проиграл СКА Свердловск 0:13, установив антирекорд клуба. По итогам сезона «Авангард» финишировал на 7-м месте из 12 участников.
По ходу сезона 1986/87 Тычкин стал работать вторым тренером в «Буране» Воронеж, помогая В. И. Семыкину. В 1990 году возглавил тольяттинскую «Ладу», затем — второй тренер, до 1996 года.
Как второй тренер Тычкин А.П. вместе с командой добился следующих достижений:
Чемпионат России
- Чемпион (2): 1993/1994; 1995/1996
- Вице-чемпион (4): 1992/1993; 1994/1995;
- Кубок МХЛ
  - Обладатель: 1994
- Регулярный чемпионат
  - Победитель (5): 1992/1993, 1993/1994, 1994/1995, 1995/1996
  - Первенство СССР первой лиги
    - Чемпион: 1991

  - Кубок Европы
    - Финалист: 1994/1995
    - Кубка Шпенглера
      - Финалист: 1995

Скончался 20 июля 1996 года после непродолжительной, тяжелой болезни в возрасте 45 лет. Похоронен на Баныкинском кладбище в Тольятти.
Сын Александр также хоккеист.